# Michael Maisch
Michael Maisch (* 1966 in Karlsruhe) ist ein deutscher Barocktrompeter.

## Leben
Maisch war Schüler unter anderem von Edward H. Tarr, Bo Nilsson und Reinhold Friedrich. Er studierte moderne Trompete bei Horst Dieter Bolz (Hochschule für Musik Trossingen) und Barocktrompete bei Michael Laird (Trossingen). Er war Mitglied des Orchesters Junge Deutsche Philharmonie und des Jungen Philharmonischen Orchesters Stuttgart. Seit 1996 ist er Mitglied und seit 2001 Solotrompeter der Heidelberger Sinfoniker (Thomas Fey). Darüber hinaus ist er Gründungsmitglied des Karlsruher Barockorchesters und konzertiert regelmäßig mit Barockensembles wie beispielsweise L’arpa festante und Antichi Strumenti.
Seine Spezialisierung auf historische Trompeten führte ihn zu Projekten mit London Baroque (siehe Cavalli-Records, Arien&Concerti von Johann Pachelbel), Reinhold Friedrich, René Jacobs, Martin Haselböck, Bruno Weil und anderen bekannten Interpreten im Bereich der historischen Aufführungspraxis. Er spielte bei Projekten unter anderem des Badischen Staatstheaters Karlsruhe, der Staatsoper Stuttgart und bei den Ludwigsburger Schlossfestspielen.
Neben seiner Tätigkeit im Bereich der alten Musik spielt Maisch regelmäßig mit dem trumpetARTensemble, das er mit begründete. Er spielte CDs unter anderem mit der Rastatter Hofkapelle sowie dem Kammerchor Saarbrücken ein.
Seit dem WS 2013 unterrichtet Maisch außerdem an der Hochschule für Musik Karlsruhe als Dozent im Fach Barocktrompete.
Michael Maisch wohnt in Karlsruhe.

## Diskographie
- Johann Pachelbel – Arien & Concerti mit Emma Kirkby, Sopran; Kai Wessel, Altus; Jan Kobow, Tenor; Klaus Mertens, Bass, Ingrid Seifert, Violine und Michael Maisch, Trompete (CCD 332)
- Christoph Graupner – Concerto a 2 Clarini e Timpani, 2 Violini, Viola e Cembalo mit Guy Ferber, Michael Maisch, Fritz Schuler, Trompeten – Antichi Strumenti (Stradivarius STR 33581)
- Johann Caspar Ferdinand Fischer – Musica Sacra – Rastatter Hofkapelle, Jürgen Ochs (Carus, 83.172)
- Reinhard Keiser – Dialogus von der Geburt Christi – Rastatter Hofkapelle, Jürgen Ochs (Carus, 83.417)
- Johann Michael Haydn – Requiem in B – KammerChor Saarbrücken, Kammerphilharmonie Mannheim, Georg Grün (Carus, 83.353/00)
- Musik am Hofe zu Carlsruhe – Karlsruher Barockorchester, Kirstin Kares (Christophorus, 6657277)